# 조지 프리드먼

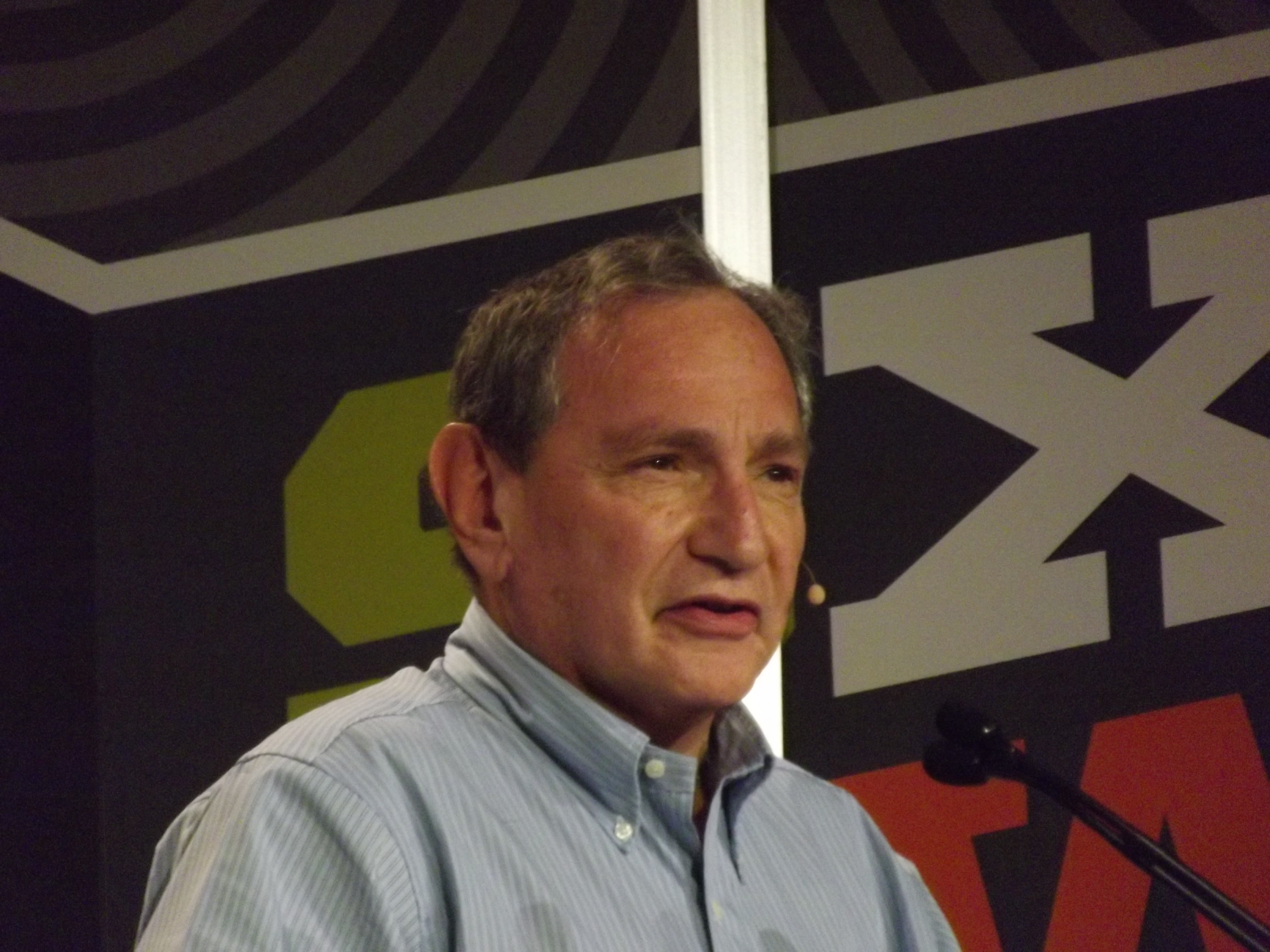
George Friedman

조지 프리드먼(영어: George Friedman)은 헝가리 태생의 미국 군사정치전문가이다. 코넬 대학교에서 정치학 박사 학위를 받고 루이지애나 주립대 교수로 일하다가, 1996년 정치, 경제, 외교 싱크탱크인 스트랫포(STRATFOR, Strategic Forecasting, Inc.)를 설립했다. 저서로 '넥스트 디케이드(The Next Decade)', '100년 후(The Next 100 Years)' 등이 있다.
프리드먼 대표는 2014년 10월 내한하여 서울 양재동 더케이서울호텔에서 열린 '제7회 사회적 기업 월드포럼'에 참석하였다. 프리드먼은 이곳에서 '한반도 통일은 2030년 이전에 갑자기 올 것'이라고 단언했다.

## 같이 보기
- 이춘근
- 피터 자이한